# Quel Dio
Quel Dio (it.: Dass Gott…) ist die erste Enzyklika von Papst Gregor XVI. Sie wurde am 5. April 1831 veröffentlicht und befasst sich mit den Unruhen im Kirchenstaat. Der Papst äußerte seine Befriedigung über das Ende der Aufstände, die durch den Einsatz österreichischer Truppen niedergeschlagen wurden und pries Kaiser Franz I. von Österreich als Befreier und Retter des Kirchenstaates.